# 로카몬테피아노
로카몬테피아노(이탈리아어: Roccamontepiano)는 이탈리아 아브루초주 키에티도에 있는 코무네이다.